# Campionato del mondo di calcio da tavolo 2006 - Categoria open
Il Campionato del Mondo di Calcio da tavolo di Dortmund in Germania.
Fasi di qualificazione ed eliminazione diretta della Categoria Open (17 giugno).
Per la classifica finale vedi Classifica.
Per le qualificazioni delle altre categorie:
- squadre Open
- individuale Under19
- squadre Under19
- individuale Under15
- squadre Under15
- individuale Veterans
- squadre Veterans
- individuale Femminile
- squadre Femminile

## Girone 1
- Eric Verhagen  -  Maxwell Gautschi 9-0
- Antoine Dikaios  -  Viteslav Madr 5-0
- Eric Verhagen  -  Viteslav Madr 8-2
- Antoine Dikaios  -  Maxwell Gautschi 5-1
- Eric Verhagen  -  Antoine Dikaios 1-1
- Viteslav Madr  -  Maxwell Gautschi 6-0

## Girone 2
- Wolfgang Leitner  -  Valéry Dejardin 3-1
- Massimo Cremona  -  Roland Popp 5–0
- Wolfgang Leitner  -  Roland Popp 5–1
- Massimo Cremona  -  Valéry Dejardin 1-2
- Wolfgang Leitner  -  Massimo Cremona 1-2
- Roland Popp  -  Valéry Dejardin 0-3

## Girone 3
- Vasco Guimaraes  -  Eoin Adams 8-0
- Jean-Guillaume Einsle  -  Arnold Mair 3-0
- Vasco Guimaraes  -  Arnold Mair 1-0
- Jean-Guillaume Einsle  -  Eoin Adams 4-0
- Vasco Guimaraes  -  Jean-Guillaume Einsle 2-2
- Arnold Mair  -  Eoin Adams 5-0

## Girone 4
- Carlos Flores  -  Emmanuel Gorgette 5-1
- Nuno Noronha  -  David Lauder 3-2
- Carlos Flores  -  David Lauder 8-1
- Nuno Noronha  -  Emmanuel Gorgette 4-1
- Carlos Flores  -  Nuno Noronha 5-3
- David Lauder  -  Emmanuel Gorgette 0-7

## Girone 5
- Massimo Bolognino  -  Jean-Marie Amberny 1-0
- Sergio Ramos  -  Paul Brinker 4-0
- Massimo Bolognino  -  Paul Brinker 5-0
- Sergio Ramos  -  Jean-Marie Amberny 0-2
- Massimo Bolognino  -  Sergio Ramos 4-2
- Paul Brinker  -  Jean-Marie Amberny 1-3

## Girone 6
- Vicenç Prats Salat  -  David Busch 4-2
- Alain Hanotiaux  -  Piotr Latka 5-0
- Vicenç Prats Salat  -  Piotr Latka 6-0
- Alain Hanotiaux  -  David Busch 3-1
- Vicenç Prats Salat  -  Alain Hanotiaux 2-2
- Piotr Latka  -  David Busch 1-5

## Girone 7
- Giorgos Koutis  -  Marcus Tilgner 2-0
- Robert Lenz  -  Anders Buhl Hansen 2-0
- Giorgos Koutis  -  Anders Buhl Hansen 3-1
- Robert Lenz  -  Marcus Tilgner 2-2
- Giorgos Koutis  -  Robert Lenz 2-0
- Anders Buhl Hansen  -  Marcus Tilgner 1-2

## Girone 8
- Antonio Mettivieri  -  Fabio Bottana 10-0
- Alexandre Torré  -  Paul Andreas 11-0
- Antonio Mettivieri  -  Paul Andreas 11-0
- Alexandre Torré  -  Fabio Bottana 4-0
- Antonio Mettivieri  -  Alexandre Torré 2-2
- Paul Andreas  -  Fabio Bottana 0-4

## Girone 9
- Sergio Loureiro  -  Nico Marks 3-1
- Samuel Bartolo  -  Kenny Scott 7-0
- Sergio Loureiro  -  Kenny Scott 8-0
- Samuel Bartolo  -  Nico Marks 0-0
- Sergio Loureiro  -  Samuel Bartolo 4-1
- Kenny Scott  -  Nico Marks 0-4

## Girone 10
- Francesco Mattiangeli  -  Jesper Staal Nielsen 6-1
- Maikel de Haas  -  Abdullah Bikakci 14-1
- Francesco Mattiangeli  -  Abdullah Bikakci 7-0
- Maikel de Haas  -  Jesper Staal Nielsen 3-3
- Francesco Mattiangeli  -  Maikel de Haas 0-0
- Abdullah Bikakci  -  Jesper Staal Nielsen 0-11

## Girone 11
- Hansel Mallia  -  Lukas Opocensky 2-2
- Lazaros Papakonstantinou  -  Jeremy Bradley 1-1
- Hansel Mallia  -  Jeremy Bradley 3-0
- Lazaros Papakonstantinou  -  Lukas Opocensky 1-0
- Hansel Mallia  -  Lazaros Papakonstantinou 4-4
- Jeremy Bradley  -  Lukas Opocensky 0-0

## Girone 12
- Massimiliano Nastasi  -  Kostas Triantafillou 1-0
- Raul Benita  -  Chris Thomas 0-0
- Massimiliano Nastasi  -  Chris Thomas 2-2
- Raul Benita  -  Kostas Triantafillou 1-0
- Massimiliano Nastasi  -  Raul Benita 2-2
- Chris Thomas  -  Kostas Triantafillou 0-3

## Girone 13
- Gil Delogne  -  Charles Aquilina 3-1
- Nicos Beis  -  Dave Pawsey 4-0
- Gil Delogne  -  Dave Pawsey 6-0
- Nicos Beis  -  Charles Aquilina 2-0
- Gil Delogne  -  Nicos Beis 2-2
- Dave Pawsey  -  Charles Aquilina 1-2

## Girone 14
- Olivier Père  -  Alexander Ruf 4-1
- Markus Matzinger  -  Tommas Lange Clausen 4-0
- Olivier Père  -  Tommas Lange Clausen 6-0
- Markus Matzinger  -  Alexander Ruf 3-0
- Olivier Père  -  Markus Matzinger 1-0
- Tommas Lange Clausen  -  Alexander Ruf 1-1

## Girone 15
- Efrem Intra  -  Wolfgang Haas 4-0
- Nicolas Wlodarczyk  -  Emilio Murciano 3-2
- Efrem Intra  -  Emilio Murciano 5-1
- Nicolas Wlodarczyk  -  Wolfgang Haas 4-1
- Efrem Intra  -  Nicolas Wlodarczyk 5-0
- Emilio Murciano  -  Wolfgang Haas 0-1

## Girone 16
- Saverio Bari  -  David Russell 4-0
- David Vacke  -  Thomas Ore Petersen 4-1
- Saverio Bari  -  Thomas Ore Petersen 4-2
- David Vacke  -  David Russell 1-1
- Saverio Bari  -  David Vacke 5-0
- Thomas Ore Petersen  -  David Russell 1-2

## Sedicesimi di Finale
- Eric Verhagen  -  Nicolas Wlodarczyk 2-1 d.t.s.
- Massimo Cremona  -  Saverio Bari 1-0
- Sergio Loureiro  -  Robert Lenz 2-1
- Maikel de Haas  -  Antonio Mettivieri 2-3
- Massimo Bolognino  -  Lazaros Papakonstantinou 2-0
- Alain Hanotiaux  -  Massimiliano Nastasi 2-3
- Gil Delogne  -  Jean-Guillaume Einsle 4-0
- Markus Matzinger  -  Carlos Flores 1-3
- Vasco Guimaraes  -  Nicos Beis 1-1
- Nuno Noronha  -  Olivier Père 1-4
- Hansel Mallia  -  Raúl Benita 1-2
- Jean-Marie Amberny  -  Vicenç Prats Salat 4-0
- Giorgos Koutis  -  Samuel Bartolo 3-2 d.t.s.
- Alexandre Torré  -  Francesco Mattiangeli 0-1
- Efrem Intra  -  Antoine Dikaios 3-1
- David Vacke  -  Wolfgang Leitner 1-3

## Ottavi di Finale
- Eric Verhagen  -  Massimo Cremona 1-3
- Sergio Loureiro  -  Antonio Mettivieri 0-1
- Massimo Bolognino  -  Massimiliano Nastasi 1-3
- Gil Delogne  -  Carlos Flores 2-1
- Vasco Guimaraes  -  Olivier Père 1-1* d.c.p.
- Jean-Marie Amberny  -  Raúl Benita 1-5
- Giorgos Koutis  -  Francesco Mattiangeli 2*-2 d.c.p.
- Antoine Dikaios  -  Wolfgang Leitner 2-1

## Quarti di Finale
- Massimo Cremona  -  Antonio Mettivieri 3-2
- Massimiliano Nastasi  -  Gil Delogne 2-4
- Olivier Père  -  Raúl Benita 0-3
- Giorgos Koutis  -  Efrem Intra 0-1

## Semifinali
- Massimo Cremona  -  Gil Delogne 1*-1 d.c.p.
- Raúl Benita  -  Efrem Intra 0-2

## Finale
- Massimo Cremona  -  Efrem Intra 1-2 d.t.s.